# デイヴィッド・チャールズ
デイヴィッド・オウェイン・モーリス・チャールズ（David Owain Maurice Charles）は、イェール大学哲学部教授。
2014年6月まではオックスフォード大学オリエル・カレッジのコリン・プレステージ・フェロー、哲学教授を務めていた。オックスフォード大学哲学部CUF哲学講師、カリフォルニア大学ロサンゼルス校客員教授、ラトガース大学（ニュージャージー州）客員教授を歴任した。
チャールズはオックスフォード大学から哲学の修士号（B.Phil.）と博士号（D.Phil.）を取得した。研究分野は、意味、定義、実践的能力、そして哲学と精神医学の相互関係。ギリシア哲学および現代の心の哲学や形而上学についての著作がある。

## 著作
- Aristotle's Philosophy of Action (1984)
- (co-editor with Kathleen Lennon) Reduction, Explanation and Realism (1992)
- (co-editor with Theodore Scaltsas and Mary Louise Gill) Unity, Identity and Explanation  in Aristotle’s Metaphysics (1994)
- Aristotle on Meaning and Essence (2000)
- (co-editor with Michael Frede) Aristotle’s Metaphysics Book Lambda, (2000)
- (co-editor with William Child) Wittgensteinian themes: essays in honour of David Pears   (2001)
- (editor) Definition in Greek Philosophy (2010)